# Folclore de Japón
Algunos de los personajes del folclore japonés son muy recurrentes en la cultura japonesa actual, como en el manga y anime, la literatura, el cine, etc.

## Animales
Las criaturas que pueden transformarse en humanos se conocen como hengeyōkai (変化妖怪). A pesar de la transformación, permanecen rasgos de su auténtico ser, por ejemplo, en los ojos o carácter.
- Kitsune (狐): El zorro es considerado un ser astuto, y travieso. Tiene el poder de transformarse en mujeres jóvenes que suele utilizar para hacer travesuras, en otras ocasiones, el animal desempeña funciones de fiel guardián, amiga, amante o esposa. Se le asocia al dios shinto Inari, incluso se le ofrecen ofrendas como si fuera una deidad.
- Tanuki (狸): Es una especie de mapache japonés, o perro mapache, al que se le atribuyen poderes sobrenaturales, los poderes del mapache son considerados divertidos. En el folclore japonés, los mapaches japoneses tienen la habilidad de cambiar su apariencia, pudiendo adoptar la forma de una persona.
- Nekomata: Cuando un gato llega a la edad de 10 años, se creía que su cola se iba dividiendo hasta que se hacían dos. Los Nekomatas son capaces de transformarse en mujeres por lo regular ancianas, que si están mucho tiempo con los seres humanos provocan pestes, enfermedades, etc.
- Orochi: Se creía que la serpiente también podía transformarse en seres humanos.

## Duendes, fantasmas y espíritus
- Buruburu: Fantasma del miedo.
- Hitotsume-kozō: Duende que adopta la apariencia de un joven monje budista con un solo ojo.
- Ippon Datara: Cíclope monópedo.
- Kitsune: Literalmente "fuego de zorro", es el aliento inflamado de un zorro.
- Nopperabou: mujer sin rostro.
- Rokurokubi: Mujer del cuello largo. Por la noche puede alargar el cuello tanto como quiera.
- Yuki-onna: Hermosa mujer de las nieves cuyo aliento glacial hiela todo lo que toca.
- Zashiki Warashi
- Karakasakozou: Sombrilla o Parasol con un ojo y una pierna humana en lugar de mango (se suele representar calzando una sandalia de madera en el pie).
- Kuchisake onna: mujer con la boca cortada que regresó para vengarse.
- Futakuchi-onna: mujer con dos bocas.

## Momotarō
- El melocotón es símbolo de inmortalidad. También da origen a la leyenda de Momotarō.

## Otros
- Obake/Bakemono: fantasma que puede cambiar de forma

- yōkai: espectro fantástico de la mitología japonesa

- yūrei: alma que se encuentra atrapada en el mundo terrenenal

- Oni (鬼): demonio, generalmente de gran tamaño y fuerza

- tengu: demonio que puede ser benigno o maligno